# Ministr obrany Spojených států amerických
Ministr obrany Spojených států amerických (anglicky: United States Secretary of Defense, zkráceně SecDef) je členem americké vlády, stojící v čele Ministerstva obrany Spojených států amerických. Ministr má v agendě ozbrojené síly a vojenské záležitosti. Jeho pozice zhruba odpovídá pozici ministra obrany v jiných zemích. Ministrovou úlohou je být hlavním vojenským poradcem prezidenta, formulovat obecnou obrannou politiku týkajících se všech záležitostí bezprostředně a primárně souvisejících s ministerstvem obrany a provádět schválenou politiku. Ministr obrany je jmenován prezidentem se souhlasem Senátu a je členem vlády. Podle zákona 10 U.S.C. § 113 musí být ministr obrany civilista, který není nejméně sedm let v aktivní vojenské službě. Ministr obrany je šestý v nástupnickém pořadí na post prezidenta.

## Seznam ministrů
| Č. | fotografie           | jméno                            | stát          | nastoupil do úřadu | opustil úřad       | prezident                          |
| -- | -------------------- | -------------------------------- | ------------- | ------------------ | ------------------ | ---------------------------------- |
| 1  | James Forrestal      | James Vincent Forrestal          | Minnesota     | 19. září 1947      | 19. března 1949    | Harry S. Truman                    |
| 2  | Louis A. Johnson     | Louis Arthur Johnson             | Wisconsin     | 28. března 1949    | 19. září 1950      | Harry S. Truman                    |
| 3  | George C. Marshall   | George Catlett Marshall, Jr.     | Georgie       | 19. září 1950      | 19. září 1951      | Harry S. Truman                    |
| 4  | Robert A. Lovett     | Robert Abercrombie Lovett        | New York      | 19. září 1951      | 19. ledna 1953     | Harry S. Truman                    |
| 5  | Charles E. Wilson    | Charles Erwin Wilson             | Aljaška       | 19. ledna 1953     | 8. října 1957      | Dwight D. Eisenhower               |
| 6  | Neil H. McElroy      | Neil Hosler McElroy              | Ohio          | 9. října 1957      | 1. prosince 1959   | Dwight D. Eisenhower               |
| 7  | Thomas S. Gates      | Thomas Sovereign Gates           | Pensylvánie   | 2. prosince 1959   | 20. ledna 1961     | Dwight D. Eisenhower               |
| 8  | Robert McNamara      | Robert Strange McNamara          | Michigan      | 21. ledna 1961     | 29. února 1968     | John F. Kennedy, Lyndon B. Johnson |
| 9  | Clark M. Clifford    | Clark McAdams Clifford           | Kansas        | 1. března 1968     | 20. ledna 1969     | Lyndon B. Johnson                  |
| 10 | Melvin R. Laird      | Melvin Robert Laird              | Wisconsin     | 22. ledna 1969     | 29. ledna 1973     | Richard Nixon                      |
| 11 | Elliot L. Richardson | Elliot Lee Richardson            | Massachusetts | 30. ledna 1973     | 24. května 1973    | Richard Nixon                      |
| 12 | Schlesinger          | James Rodney Schlesinger         | Virginie      | 2. července 1973   | 19. listopadu 1975 | Richard Nixon, Gerald Ford         |
| 13 | Rumsfeld             | Donald Henry Rumsfeld            | Illinois      | 20. listopadu 1975 | 20. ledna 1977     | Gerald Ford                        |
| 14 | Harold Brown         | Harold Brown                     | Kalifornie    | 21. ledna 1977     | 20. ledna 1981     | Jimmy Carter                       |
| 15 | Caspar W. Weinberger | Caspar Willard Weinberger        | Kalifornie    | 21. ledna 1981     | 23. listopadu 1987 | Ronald Reagan                      |
| 16 | Carlucci             | Frank Charles Carlucci III       | Pensylvánie   | 23. listopadu 1987 | 20. ledna 1989     | Ronald Reagan                      |
| 17 | Cheney               | Richard Bruce Cheney             | Wyoming       | 21. března 1989    | 20. ledna 1993     | George H. W. Bush                  |
| 18 | Les Aspin            | Leslie Aspin, Jr.                | Wisconsin     | 21. ledna 1993     | 3. února 1994      | Bill Clinton                       |
| 19 | William J. Perry     | William James Perry              | Kalifornie    | 3. února 1994      | 24. ledna 1997     | Bill Clinton                       |
| 20 | William S. Cohen     | William Sebastian Cohen          | Maine         | 24. ledna 1997     | 20. ledna 2001     | Bill Clinton                       |
| 21 | Rumsfeld             | Donald Henry Rumsfeld            | Illinois      | 20. ledna 2001     | 18. prosince 2006  | George W. Bush                     |
| 22 | Gates                | Robert Michael Gates             | Texas         | 18. prosince 2006  | 1. července 2011   | George W. Bush, Barack Obama       |
| 23 | Panetta              | Leon Edward Panetta              | Kalifornie    | 1. července 2011   | 27. února 2013     | Barack Obama                       |
| 24 | Hagel                | Charles Timothy "Chuck" Hagel    | Nebraska      | 27. února 2013     | 17. února 2015     | Barack Obama                       |
| 25 | Carter               | Ashton Baldwin "Ash" Carter      | Massachusetts | 17. února 2015     | 20. ledna 2017     | Barack Obama                       |
| 26 | Mattis               | James N. Mattis                  | Washington    | 20. ledna 2017     | 1. ledna 2019      | Donald Trump                       |
| -  |                      | Patrick Shanahan (zastupující)   | Washington    | 1. ledna 2019      | 23. června 2019    | Donald Trump                       |
| -  | Esper                | Mark Esper (zastupující)         | Virginie      | 24. června 2019    | 15. července 2019  | Donald Trump                       |
| -  |                      | Richard Spencer (zastupující)    | Wyoming       | 15. července 2019  | 23. července 2019  | Donald Trump                       |
| 27 | Esper                | Mark Esper                       | Virginie      | 23. července 2019  | 9. listopadu 2020  | Donald Trump                       |
| -  | Miller               | Christopher Miller (zastupující) | Iowa          | 9. listopadu 2020  | 20. ledna 2021     | Donald Trump                       |
| -  |                      | David Norquist (zastupující)     | Massachusetts | 20. ledna 2021     | 22. ledna 2021     | Joe Biden                          |
| 28 |                      | Lloyd Austin                     | Georgie       | 22. ledna 2021     | 20. ledna 2025     | Joe Biden                          |
| -  | Salesses             | Robert Salesses (zastupující)    |               | 20. ledna 2025     | 25. ledna 2025     | Donald Trump                       |
| 29 | Hegseth              | Pete Hegseth                     | Tennessee     | 25. ledna 2025     | úřadující          | Donald Trump                       |